# Kakpi
Kakpi  est une localité du nord-est de la Côte d'Ivoire, et appartenant au département de Nassian, Région du Zanzan. La localité de Kakpi est un chef-lieu de commune.